# Oblast Kemerowo
Koordinaten: 54° 30′ N, 87° 0′ O
Die Oblast Kemerowo (russisch Кемеровская область/ Kemerowskaja oblast) ist eine Oblast (Verwaltungsbezirk) in Russland. Sie wurde am 26. Januar 1943 im Rahmen der RSFSR aus dem südöstlichen Teil des bis dahin zur Oblast Nowosibirsk gehörigen Gebiets gebildet.
Die Oblast liegt im südlichen Sibirien am Übergang vom Westsibirischen Tiefland in das Bergland Südsibiriens. Hauptstadt der Oblast ist Kemerowo. Vereinfachend wird die Verwaltungseinheit in Russland auch Kusbass genannt, da ihr Gebiet größtenteils mit dem Kusnezker Becken (Kusbass) identisch ist.
Mit rund 30 Einwohnern pro Quadratkilometer zählt die Oblast zu den dichtestbesiedelten Sibiriens.
Die ersten Städte der Region wurden Anfang des 17. Jahrhunderts gegründet, bereits im frühen 19. Jahrhundert begann die Industrialisierung der Oblast. Während des Zweiten Weltkriegs erlebte die Region einen Aufschwung, da nach dem deutschen Überfall auf die Sowjetunion 1941 viele Betriebe aus dem Westen des Landes hierher verlegt wurden. 
Grundlage der Industrialisierung ist die Kohle. Das Kusbass-Steinkohlerevier gilt als eines der größten weltweit, in geringerem Ausmaß werden auch Eisenerz und Gold gefördert. Zahlreiche Industrien wie die Metallverarbeitung, die chemische Industrie und die Stahlerzeugung sind hier angesiedelt. Die kohleverarbeitenden Fabriken sorgen allerdings für eine große Umweltbelastung in der Region.
1957 wurden die Eisenerzlagerstätten von Abasa in Chakassien durch eine Eisenbahnlinie angeschlossen.

## Verwaltungsgliederung und größte Städte
Die Oblast Kemerowo gliedert sich in 18 Rajons und 16 Stadtkreise.
Die bedeutendsten Städte der Oblast sind neben ihrem Verwaltungszentrum Kemerowo das noch größere Nowokusnezk sowie die Großstädte Prokopjewsk, Leninsk-Kusnezki, Kisseljowsk und Meschduretschensk.
| Stadt             | Russisch          | Einwohner (14. Oktober 2010) |
| ----------------- | ----------------- | ---------------------------- |
| Nowokusnezk       | Новокузнецк       | 547.904                      |
| Kemerowo          | Кемерово          | 532.981                      |
| Prokopjewsk       | Прокопьевск       | 210.130                      |
| Meschduretschensk | Междуреченск      | 101.678                      |
| Leninsk-Kusnezki  | Ленинск-Кузнецкий | 101.666                      |
| Kisseljowsk       | Киселёвск         | 98.365                       |

Siehe auch: Liste der Städte in der Oblast Kemerowo

## Bevölkerung
Bei den letzten Volkszählungen in den Jahren 2002 und 2010 gab es eine Bevölkerungszahl von 2.899.142 respektive 2.763.135 Bewohnern. Somit sank die Einwohnerzahl in diesen acht Jahren um 136.007 Personen (−4,7 %). Die Verteilung der verschiedenen Volksgruppen sah folgendermaßen aus:
| Nationalität    | VZ 1989   | Prozent | VZ 2002   | Prozent | VZ 2010   | Prozent |
| --------------- | --------- | ------- | --------- | ------- | --------- | ------- |
| Russen          | 2.870.125 | 90,51   | 2.664.816 | 91,92   | 2.536.646 | 91,80   |
| Tataren         | 63.116    | 1,99    | 51.030    | 1,76    | 40.229    | 1,46    |
| Deutsche        | 47.990    | 1,51    | 35.965    | 1,24    | 23.125    | 0,84    |
| Ukrainer        | 65.245    | 2,06    | 37.622    | 1,30    | 22.156    | 0,80    |
| Schoren         | 12.585    | 0,40    | 11.554    | 0,40    | 10.672    | 0,39    |
| Armenier        | 2.295     | 0,07    | 10.104    | 0,35    | 10.669    | 0,39    |
| Tschuwaschen    | 24.372    | 0,77    | 15.480    | 0,53    | 9.301     | 0,34    |
| Aserbaidschaner | 3.909     | 0,12    | 7.250     | 0,25    | 6.057     | 0,22    |
| Belarussen      | 19.294    | 0,61    | 10.715    | 0,37    | 6.049     | 0,22    |
| Tadschiken      | 875       | 0,03    | 4.474     | 0,15    | 5.646     | 0,20    |
| Einwohner       | 3.171.134 | 100,00  | 2.899.142 | 100,00  | 2.763.135 | 100,00  |

Anmerkung: die Anteile beziehen sich auf Gesamtzahl der Einwohner. Also mitsamt dem Personenkreis, der keine Angaben zu seiner ethnischen Zugehörigkeit gemacht hat (2002 5.241 resp. 2010 55.899 Personen)
Die Bevölkerung des Gebiets besteht zu über 90 % aus Russen. Die Ukrainer, Tataren, Deutschen, Belarussen und Tschuwaschen waren beim Zerfall der Sowjetunion bedeutende ethnische Minderheiten in der Oblast Kemerowo. Ihre Zahlen sinken seither allerdings stark. Die einstmals zahlreichen Mordwinen (1989 13.894, 2010 3932 Personen) haben das Gebiet mehrheitlich verlassen. Dagegen fand aus dem Transkaukasus und Zentralasien seit Anfang der 1990er Jahre eine Zuwanderung statt. Von den indigenen Völkern Russlands sind neben den Schoren noch die Teleuten (2010 2520 Personen) in nennenswerter Anzahl vertreten.